# Slobozia (Ialomița)
Slobozia is een stad in het district Ialomița, Muntenië, Roemenië. Het is de hoofdstad van Ialomița en heeft 52.710 inwoners.
De 15e eeuw is het moment waarop het huidige Slobozia voor het eerst wordt vermeld in oorkonden en officiële documenten. In het begin was de naam waarmee het werd aangetroffen in de papieren van de heersers van Walachije "Vaideei", wat ook gelezen kan worden als "vai de ei", dat letterlijk "wee hen" betekent. In het dorp leefden zigeunerslaven, boeren die in lijfeigenschap leefden. In verband met de armoedige toestand van het dorp en het gebrek aan respect waarmee al deze mensen werden behandeld kan worden gezegd dat de naam van de plaats "Vaideei" zo plausibel mogelijk is.
In het klooster van Slobozia is het document getekend dat een einde maakte aan de slavernij in Roemenië.
De huidige naam van de gemeente komt van het Roemeense woord, van Slavische oorsprong, "slobozie", (van het Slavische woord slobod, dat “vrijheid” betekent) dat een nieuw opgerichte plaats aanduidde die was vrijgesteld van bepaalde belastingen.
Op een toeristencomplex kan een kleine Eiffeltoren bezichtigd worden die 54 meter hoog is.